# Anisonyches diakidius
Anisonyches diakidius is een soort in de taxonomische indeling van de beerdiertjes (Tardigrada). 
Het diertje behoort tot het geslacht Anisonyches en behoort tot de familie Echiniscoididae. De wetenschappelijke naam van de soort werd voor het eerst geldig gepubliceerd in 1975 door Pollock.